# 花街

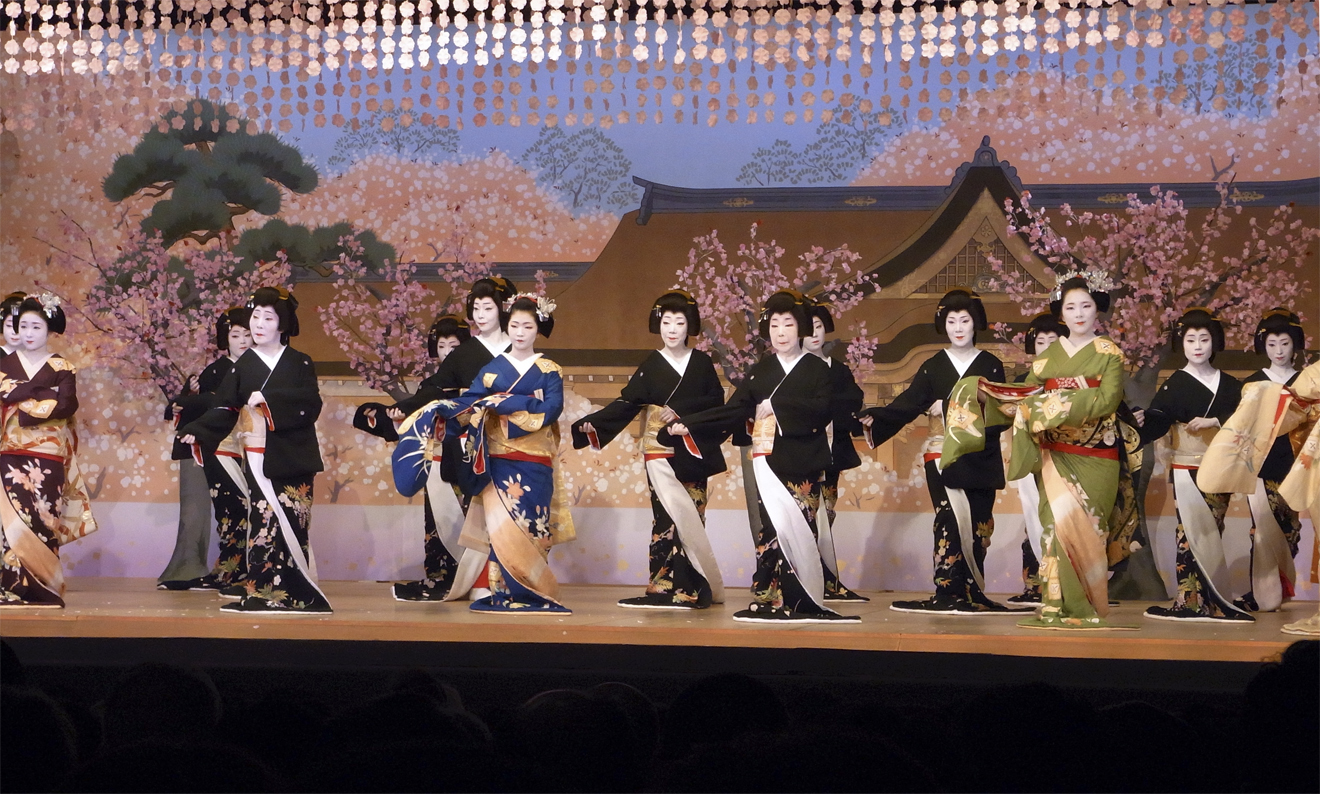
上七軒の芸者が毎年行う北野踊り

花街（はなまち、かがい）とは、芸者屋、遊女屋が集まっている地域を指す名称である。花町とも書く。花柳（かりゅう）という別称もある。
1957年の売春防止法施行までは、多くの花街に芸妓と娼妓の両方がいたが、今日「花街」と呼ばれている地域は芸妓遊びのできる店を中心に形成される区域である。なお、料理屋・待合茶屋・置屋（芸者屋）がまとめて「三業」と称されるため、花街のことを三業地（さんぎょうち）ともいい、地域により料理屋と置屋で二業地（にぎょうち）と呼ぶ。

## 概要
花街は遊廓の別称としても使用され、古くは「花街漫録」などにその用例が見られる。「花街」という語の指す対象は極めて曖昧で，近代以降の芸妓業の許可地をその中心に，近世の遊廓から戦後の旧赤線地域までを含めることもある。
近世の太夫や初期の花魁は芸事教養を身に付けた高級遊女であった。1872年の芸娼妓解放令を受け、翌1873年、東京では貸座敷渡世規則、娼妓規則、芸妓規則の3規則が発布され、一定の区域外には芸妓置屋、待合、料亭の営業は許可されなくなり、また娼妓と芸妓の分業傾向が強まった。明治時代には数多くの花街が日本全国に誕生し、1930年には全国113市のうち98市に花街が存在したという。
売春防止法の施行まで多くの花街には娼妓と芸妓の両方が存在したが、今日「花街」と呼ばれるのは、芸妓遊びのできる店を中心として形成される地域であるが、この芸妓と、過去日本にあった公娼制度のもと存在した娼妓が混同されることも少なくない。岩下尚史の著書『芸者論』にその区分けは具体的に書かれている。
料理屋・芸者置屋・待合の3種の営業が許可された三業地（または宿泊可能な待合を除いた前2者のみの二業地）は、公安委員会（第二次世界大戦までは警察署）から営業許可を得た特殊地域を示し、3者が合流して三業組合（同業組合の一種）を組織している。花柳街とほぼ同義に用いられ、20世紀前半における繁華街の主要な遊興地帯であった。地域名を冠して○○三業地（二業地）といい、例えば東京都内には、白山三業地、麻布三業地、大塚三業地などの花街があった。

## 近年の状況
近年では情報誌などで「気軽に行ける花街」といった特集が組まれることもあるが、この場合は、もっぱら芸妓を呼んで楽しむことのできる区域のことを指す。
後継者難で衰退した花街が多いが、芸妓に憧れる若い女性も見られるようになっている。近畿地方の大阪市・京都市・神戸市、中部地方の名古屋市、北陸地方の金沢市、関東地方の東京、九州地方の福岡市・長崎市などの花街では、それぞれの個性を明確に打ち出している。
代表的なものとして、同じ近畿地方の大阪四花街（北新地・南地・堀江・新町）、京都五花街（祇園甲部・先斗町・上七軒・ 祇園東・宮川町）、東京六花街（新橋・赤坂・神楽坂・芳町・向島・浅草）及び大塚・八王子、地方都市では「昭和初期の三大花街」に数えられる新潟市古町のほか、長崎（丸山町・寄合町）、金沢、博多など日本各地にある。

## 参考資料
- 松井大輔、窪田亜矢「神楽坂花街における町並み景観の変容と計画的課題」『日本建築学会計画系論文集』第77巻第680号、日本建築学会、2013年、2,407-2,414。
- 岩下尚史著『芸者論』雄山閣、ISBN 4639019521
- 明田鉄男著『日本花街史（POD版）』雄山閣、ISBN 4639010028